# 詹厝園
詹厝園，是臺灣臺中市大里區的一個傳統地域名稱，位於該區西部偏南地帶。相較於今日行政區，其範圍大致包括夏田不含西北部、大里里最南端。

## 歷史
台灣清治末期至日治初期，詹厝園地區為一街庄，稱為「詹厝園庄」，隸屬於貓羅堡。該庄西北與五張犁庄為鄰，北與大里杙街為鄰，東與大突藔庄為鄰，南邊東側隔大里溪與草湖庄為界，南邊西側及西南邊隔草湖溪與吳厝庄為界。
1901年（日治明治三十四年）11月，全台廢縣廳改設二十廳，該庄隸屬於臺中廳。1903年（明治三十六年）6月，該庄編入「大里杙區」，隸屬於臺中廳。1909年（明治四十二年）10月，合併二十廳為十二廳，大里杙區隸屬不變。1920年（大正九年），全台地方制度大改正，廢十二廳改設五州二廳，該庄改制為「詹厝園」大字，隸屬於臺中州大屯郡大里庄。
戰後大里庄改制為大里鄉，隸屬於臺中縣，大字亦改制為村。1950年10月，中、彰、投分治，大里鄉仍隸屬臺中縣。1993年11月因人口數達15萬升格為大里市，村亦改制為里。2010年12月，臺中縣市合併為直轄臺中市，大里鄉改制為大里區。

## 聚落
本地區發展較早的聚落為詹厝園等，在日治期初期的官方地圖上已有記載。此外，本地區尚有夏田聚落。

## 交通
省道台63線又稱「中投公路」，是台中市南區至南投縣草屯的幹道，大致以北向南經過詹厝園中部偏西地帶。由該道路向北可前往大里市區、臺中市區南側並止於省道台3線路口，向南可前往霧峰西部、草屯並止於省道台14乙線路口。
區道中105-1線（國中路十股巷、國中路）是大里至詹厝園的道路，其西側端點位於本地區中部偏西南的省道台63線路口。由此向東南轉東北東至國中路路口，轉北北東再轉東北蜿蜒出境後，可前往大突寮西北部並止於區道中106線路口。